# Morfydd
Morfudd ferch Urien ['morvið verx 'irjen] (Morfydd, fille d'Urien) est un personnage de la légende arthurienne.

## Famille
Morfydd (aussi orthographié Morvydd, ou Morfudd) est la fille du roi Urien de Gorre et la sœur jumelle d'Owain mab Urien (Yvain). Elle apparaît pour la première fois dans les Triades galloises, qui font de sa mère la déesse Modron, fille d'Afallach. Morfydd est aussi mentionnée dans le récit gallois Culhwch et Olwen.
Dans la littérature arthurienne post-galfridienne Owain et Modron deviennent Yvain et Morgane,, Morfydd disparaît.
Les Triades galloises mentionnent aussi l'amour de Morfydd pour Cynon ap Clydno, un prince du Hen Ogledd (en gallois : « le Vieux Nord »). Cynon était l'un des chefs de file de la « Bataille de Catraeth » (Cataractonium, Catterick dans le Yorkshire) et deviendra le chevalier Calogrenant dans la littérature post-galfridienne. L'amour de Morfydd et Cynon semble avoir constitué une tradition populaire aujourd'hui perdue.

## Sources
- (en) Peter Bartrum, A Welsh classical dictionary: people in history and legend up to about A.D. 1000, Aberystwyth, National Library of Wales, 1993 (ISBN 9780907158738), p. 552 MORFUDD ferch URIEN RHEGED. (530)
- (de) Helmut Birkhan: Kelten. Versuch einer Gesamtdarstellung ihrer Kultur. Verlag der Österreichischen Akademie der Wissenschaften, Wien 1997,  (ISBN 3-7001-2609-3), S. 523.
- (de) Helmut Birkhan: Keltische Erzählungen vom Kaiser Arthur. Teil 2, Lit-Verlag, Wien 2004,  (ISBN 3-8258-7563-6).
- (de) Bernhard Maier: Lexikon der keltischen Religion und Kultur (= Kröners Taschenausgabe. Band 466). Kröner, Stuttgart 1994,  (ISBN 3-520-46601-5), S. 237.
- (en) Patricia Monaghan: The encyclopedia of Celtic mythology and folklore. Infobase Publishing, 2004,  (ISBN 9780816045242). S. 338.